# Habakuk (profeet)

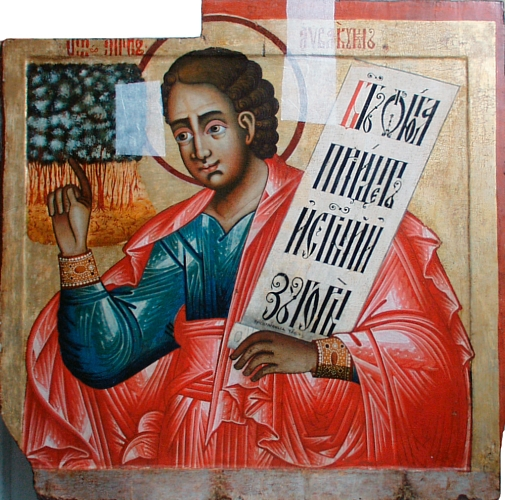
Russisch-orthodox icoon van Habakuk

Aan de profeet Habakuk (Hebreeuws: חֲבַקּוּק, Ḥavaqquq) wordt het gelijknamige boek Habakuk in de Hebreeuwse Bijbel toegeschreven dat het achtste is van de zogenoemde twaalf Kleine profeten. Aangezien het alleen levieten was toegestaan muziekinstrumenten te gebruiken in de tempel van Jeruzalem en Habakuk in het postscriptum vermeldt dat hij het slotlied "voor de koorleider op zijn instrumenten" speelde of bedoelde (Habakuk 3:19), nemen velen aan dat Habakuk een leviet moet zijn geweest. Anderen vinden de verwijzingen naar de tempel en de cultus niet overtuigend genoeg om hem tot de beroepsprofeten te Jeruzalem te rekenen.
Het feit dat er zo weinig gegevens over Habakuk in de Bijbel zelf staan, was de voedingsbodem voor talloze overleveringen. Peiser betoogt dat Habakuk het pseudoniem is van een Judese prins die werd gegijzeld in Ninive en die ooggetuige was van de aanval van de Meden, in samenwerking met de Chaldeeën en Babyloniërs, in 625 v.Chr. Maar zijn boek noemt een tweede aanval. Deze prins zou de zoon of kleinzoon van Manasse kunnen zijn geweest. Peiser toont aan dat Habakuk opmerkelijk bekend was met Assyrische literatuur; de overeenkomsten wijzen zelfs op varianten op of zelfs citaten uit Assyrische mythologische geschriften. Anderen beschouwen Habakuk als een tijdgenoot van Jeremia en inwoner van Jeruzalem, ná de "ontdekking" van Deuteronomium (621 v.Chr.), maar vóór de dood van Josia (609 v.Chr.). Veel Joodse commentatoren plaatsen hem tijdens de regering van Manasse. Habakuk is echter duidelijk onder invloed van Jesaja en de zienswijze van Betteridge dat hij de jongere discipel was van de grotere profeet lijkt het meest recht te doen aan de inhoud van zijn boek.